# 11.ª Flota Aérea (Japón)
La 11.ª Flota Aérea (第十一航空艦隊, Dai-Jūichi Kōkū Kantai) era una agrupación de unidades de superficie y aviación naval.

## Asignaciones y componentes
| Fecha                          | Perteneciente a                    | Componentes |                                    |
| ------------------------------ | ---------------------------------- | --- | ---------------------------------- |
| 15 de enero de 1941 (original) | Flota Combinada                    | 21.ª Flotilla Aérea, 22.ª Flotilla Aérea, 24.ª Flotilla Aérea |                                    |
| 10 de diciembre de 1941        | Flota Combinada                    | 21.ª Flotilla Aérea, 22.ª Flotilla Aérea, 23.ª Flotilla Aérea, DesDiv. 34 (Destructores Akikaze, Hakaze, Tachikaze), transporte de aeronaves auxiliares Keiyō Maru, Lyons Maru, Kamogawa Maru, Amagisan Maru, Nikkoku Maru, Tatsugami Maru, Hinō Maru n.º 5, Nana Maru 1.ª FNEJ de Yokosuka, 2.ª FNEJ de Yokosuka                                           |                                    |
| 14 de julio de 1942            | Flota Combinada                    | 22.ª Flotilla Aérea, 24.ª Flotilla Aérea, 25.ª Flotilla Aérea, 26.ª Flotilla Aérea, DesDiv. 34, Transporte de aeronaves auxiliares Lyons Maru, Keiyō Maru, Nagoya Maru |                                    |
| 24 de diciembre de 1942        | Flota del Área Sudeste             | 22.ª Flotilla Aérea, 24.ª Flotilla Aérea, 25.ª Flotilla Aérea, 26.ª Flotilla Aérea, Grupo Aéreo Naval de Atsugi, Grupo Aéreo Naval de Toyohashi, 802.º Grupo Aéreo Naval, portahidroaviones Akitsushima, destructores Akikaze, Tachikaze transporte de aeronaves auxiliares Lyons Maru, Keiyō Maru, Nagoya Maru, Goshū Maru, Mogamigawa Maru, Fujikawa Maru |                                    |
| 1 de enero de 1944             | Flota del Área Sudeste             | 25.ª Flotilla Aérea, 26.ª Flotilla Aérea, 151.º Grupo Aéreo Naval, Portahidroaviones Akitsushima, destructores Akikaze, Tachikaze |                                    |
| 15 de agosto de 1944           | Flota del Área Sudeste             | 958.º Grupo Aéreo Naval, 105.ª Unidad Aérea de Base |                                    |
| 6 de septiembre de 1945u       | Rendición ante Australia en Rabaul | Rendición ante Australia en Rabaul | Rendición ante Australia en Rabaul |

## Comandantes
|   | Rango         | Nombre            | Fecha                    | Notas                                   |
| - | ------------- | ----------------- | ------------------------ | --------------------------------------- |
| 1 | Vicealmirante | Eikichi Katagiri  | 15 de enero de 1941      |                                         |
| 2 | Vicealmirante | Nishizō Tsukahara | 10 de septiembre de 1941 |                                         |
| 3 | Vicealmirante | Jin'ichi Kusaka   | 1 de octubre de 1942     |                                         |
| 3 |               | Jin'ichi Kusaka   | 24 de diciembre de 1942  | Comandante de la Flota del Área Sudeste |

## Jefes de Estado Mayor
|   | Rango                        | Nombre             | Fecha                                          | Notas                                                                                 |
| - | ---------------------------- | ------------------ | ---------------------------------------------- | ------------------------------------------------------------------------------------- |
| 1 | Contralmirante               | Takijirō Ōnishi    | 15 de enero de 1941                            |                                                                                       |
| 2 | Contralmirante               | Munetaka Sakamaki  | 10 de febrero de 1942                          |                                                                                       |
| 3 | Contralmirante Vicealmirante | Yoshimasa Nakahara | 24 de diciembre de 1942 1 de noviembre de 1943 | Jefe de Estado Mayor de la Flota del Área Sudeste                                     |
| 4 | Contralmirante               | Ryūnosuke Kusaka   | 29 de noviembre de 1943                        | Jefe de Estado Mayor de la Flota del Área Sudeste                                     |
| 5 | Contralmirante               | Sadatoshi Tomioka  | 6 de abril de 1944                             | Jefe de Estado Mayor de la Flota del Área Sudeste                                     |
| 6 | Vicealmirante                | Naosaburō Irifune  | 7 de noviembre de 1944                         | Jefe de Estado Mayor de la Flota del Área Sudeste Comandante de la 8.ª Fuerza de Base |
| 6 | Vicealmirante                | Naosaburō Irifune  | 1 de diciembre de 1944                         | Jefe de Estado Mayor de la Flota del Área Sudeste                                     |